# John Williams (łucznik)
John Chester Williams (ur. 12 września 1953 w Cranesville) – amerykański łucznik sportowy. Złoty medalista olimpijski z Monachium.
W 1971 wywalczył tytuł indywidualnego mistrza świata. Rok później zwyciężył na igrzyskach olimpijskich – łucznictwo wróciło w tym roku do programu igrzysk po ponad pięćdziesięcioletniej przerwie.

## Starty olimpijskie (medale)
Monachium 1972
- konkurs indywidualny –  złoto